# Iambia japonica
Iambia japonica är en fjärilsart som beskrevs av Shigero Sugi 1958. Iambia japonica ingår i släktet Iambia och familjen nattflyn. Inga underarter finns listade i Catalogue of Life.